# پنفلوریدول
پنفلوریدول(به انگلیسی: Penfluridol) (Semap ,Micefal ,Longoperidol) یک داروی ضد روان پریشی نسل اول بسیار قوی از دسته دی‌فنیل‌بوتیل‌پیپریدینها است. این دارو در سال ۱۹۶۸ توسط جانسن فارماسیوتیکا کشف شد.